# الضواحي

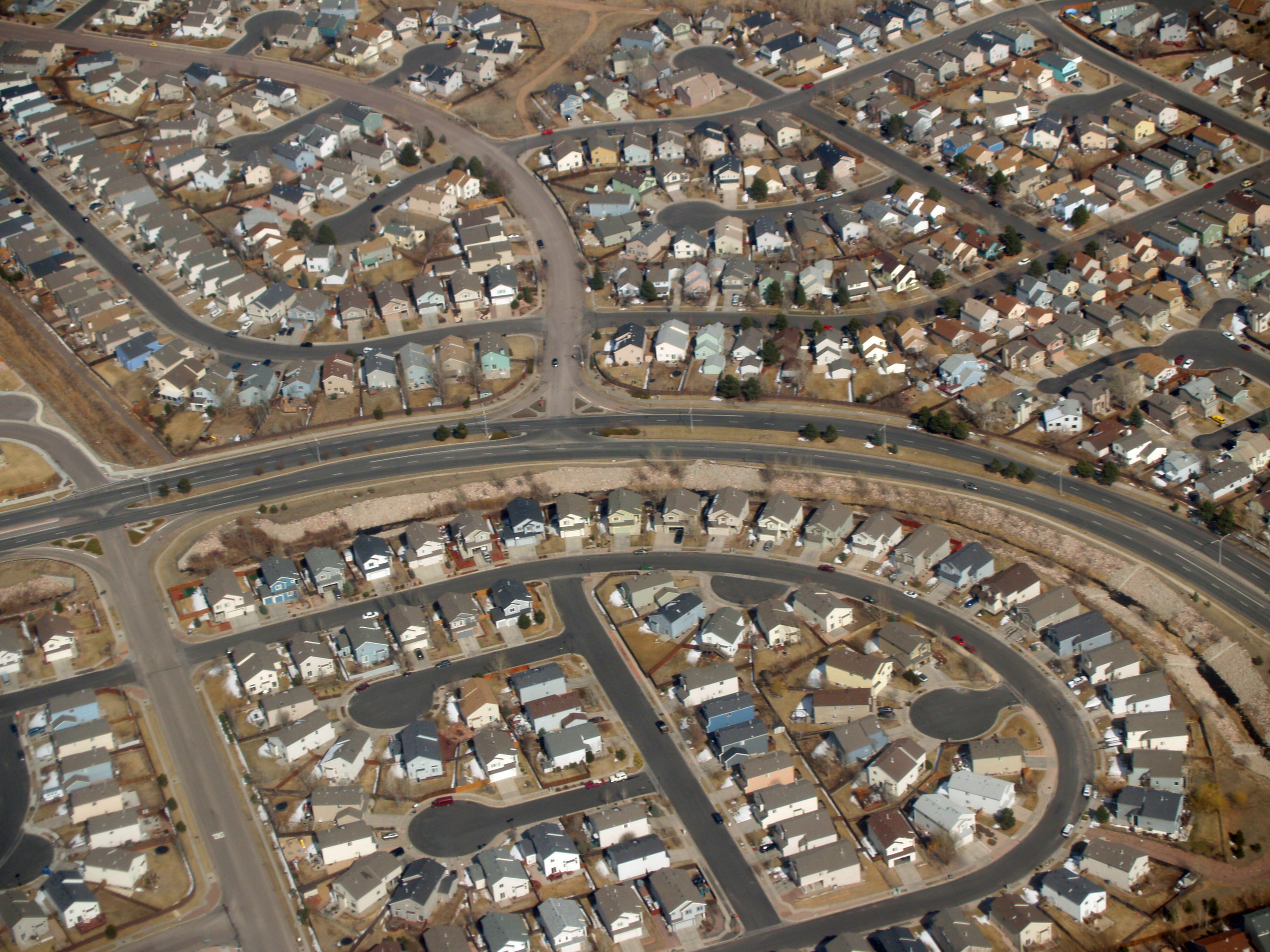

الضواحي هي تحول سكاني من المناطق الحضرية المركزية إلى الضواحي، مما أدى إلى تشكيل تمدد عمراني. نتيجة لحركة الأسر والشركات خارج مراكز المدينة، تنمو المناطق الحضرية المنخفضة الكثافة والمناطق المحيطة (ترتبط الضواحي ارتباطاً عكسياً بالتحضر، والذي يشير إلى تحول السكان من المناطق الريفية إلى المراكز الحضرية).
ويعمل العديد من سكان المناطق الحضرية داخل المنطقة الحضرية المركزية، ويختارون العيش في مجتمعات تابعة تسمى الضواحي، والتنقل إلى العمل عن طريق السيارات أو وسائل النقل الجماعي. واستغل آخرون أوجه التقدم التكنولوجي للعمل من منازلهم. وكثيرا ما تحدث هذه العمليات في البلدان الأكثر نمواً من الناحية الاقتصادية، ولا سيما في الولايات المتحدة، التي يعتقد أنها أول بلد تعيش فيه أغلبية السكان في الضواحي، وليس في المدن أو في المناطق الريفية. ويقول مؤيدو احتواء الانتشار العمراني إن الانتشار يؤدي إلى اضمحلال حضري وتركيز السكان ذوي الدخل المنخفض في المدينة الداخلية.

## الولايات المتحدة
وفي الولايات المتحدة، بدأت الضواحي تظهر بشكل كبير بعد الحرب العالمية الثانية، عندما عاد الجنود إلى ديارهم من الحرب وأرادوا العيش في منازل خارج المدينة. خلال هذه الفترة كان اقتصاد أميركا مزدهراً، ووقت الفراغ المتاح أكثر وهناك أولوية متزايدة في إنشاء وحد أسرية. وعلى مدار السنوات، ازدادت الرغبة في فصل الحياة المهنية والحياة المنزلية، مما أدى إلى زيادة عدد سكان الضواحي.
الضواحي مبنية لمجموعات معينة من الناس وحول بعض الصناعات مثل المطاعم والتسوق والترفيه مما يسمح لسكانها بالسفر بشكل أقل والتفاعل أكثر في المنطقة. كما تطورت الضواحي في الولايات المتحدة بفعل الزيادات في التكنولوجيا، والتي تسمح للسكان بالعمل من المنزل بدلاً من التنقل.

## الضواحي في أوروبا الشرقية
وفي العديد من بلدان أوروبا، أصبحت المدن في بعض الأحيان تعتبر مناطق خطيرة أو باهظة التكاليف للعيش فيها، في حين كانت الضواحي تعتبر أماكن آمنة للعيش ولتربية الأسرة. وهناك فترات من التطورات المعاكسة مثل التوسع الحضري.
خلال الفترة الشيوعية، كانت معظم البلدان الاشتراكية في الكتلة الشرقية تتميز بانعدام التحضر، مما يعني أن النمو الصناعي حدث قبل النمو الحضري بوقت طويل، وأن التنقل بين الريف والحضر كان مدعوماً. وكان نمو المدن، وحركة المساكن، وتنمية الأراضي والإسكان تحت سيطرة سياسية مشددة. وبالتالي فإن الضواحي في أوروبا ما بعد الشيوعية ليست مجرد ظاهرة حديثة بل وأيضاً ظاهرة خاصة. وقد أدى إنشاء أسواق للإسكان والاراضي وانسحاب الدولة من توفير الإسكان إلى تطوير وسائط مخصخصة لانتاج المساكن واستهلاكها، مع زيادة دور الجهات الفاعلة في القطاع الخاص، ولا سيما الأسر المعيشية. ورغم هذا فإن الأطر التنظيمية والمؤسسية ضرورية لنظام الإسكان السوقي.
وأدى التوسع الحضري الذي ظل مكبوتاً لفترة طويلة وتراكم المساكن إلى نمو واسع النطاق في المناطق المحيطة بالحضر في تيرانا (ألبانيا)، مما أدى خلال التسعينات إلى مضاعفة حجم المدينة في حين فرض اللاجئون الحربيون ضغطاً على مدن يوغوسلافيا السابقة. وفي أماكن أخرى، بدا انتشار الضواحي سائداً، ولكن وتيرة هذا الانتشار اختلفت تبعاً لنقص المساكن، والتمويل المتاح، والأفضليات ودرجة الطابع غير الرسمي «المسموح به». وكانت العملية بطيئة في براغ خلال التسعينات، وأكثر وضوحا بعد عام 2000، عندما تحسنت القدرة على تحمل تكاليف الإسكان. وعلى العكس من ذلك، أحاطت التطورات في الضواحي السلوفينية والرومانية المدن/البلدات بشكل واضح خلال التسعينات.

## الآثار على الصحة النفسية
كان من المعتقد تاريخياً أن الحياة في المناطق الحضرية العالية تؤدي إلى العزلة الاجتماعية، وعدم التنظيم، والمشاكل النفسية، في حين كان من المفترض أن تكون الحياة في الضواحي أفضل من ناحية السعادة الإجمالية، وذلك بسبب انخفاض الكثافة السكانية، وانخفاض معدلات الجريمة، وانخفاض معدلات استقرار السكان. غير أن هناك دراسة أجريت استندت على بيانات أجريت في عام 1974 وجدت أن هذه ليست هي الحال، حيث أن الناس الذين يعيشون في الضواحي ليسوا راضين كثيراً عن جيرانهم وليسوا راضين بدرجة أكبر عن نوعية حياتهم بالمقارنة مع الناس الذين يعيشون في المناطق الحضرية.

## التأثيرات الاقتصادية
لقد أصبحت التأثيرات الاقتصادية المترتبة على الضواحي واضحة للغاية منذ بدأ هذا الاتجاه في خمسينيات القرن العشرين. فقد أصبحت التغيرات في البنية الأساسية، والصناعة، وتكاليف تنمية العقارات، والسياسات المالية، وتنوع المدن واضح بسهولة، كما «تحويلها إلى ضواحي»، من أجل امتلاك منزل والإفلات من فوضى المراكز الحضرية بشكل رئيسي، أهداف العديد من المواطنين الأمريكيين. ولهذه الاثار فوائد كثيرة وآثار جانبية، وهي تزداد أهمية في تخطيط المدن الحديثة وتنشيطها.

### التأثير على الصناعة الحضرية
وتتضاءل أيام الصناعة التي تسيطر على المراكز الحضرية في المدن مع زيادة اللامركزية السكانية في المراكز الحضرية. وتبحث الشركات على نحو متزايد عن بناء مجمعات صناعية في مناطق أقل سكاناً، وهي مخصصة إلى حد كبير لمباني أكثر حداثة وأماكن واسعة لانتظار السيارات، فضلاً عن استرضاء الرغبة الشعبية في العمل في مناطق أقل ازدحاماً. كما تسهم السياسات الاقتصادية الحكومية التي توفر الحوافز للشركات لبناء هياكل جديدة وعدم وجود حوافز للبناء على أرض براونفيلد في هروب التنمية الصناعية من المدن الرئيسية إلى المناطق المحيطة بالضواحي. ومع تزايد ربحية التنمية الصناعية في الضواحي، يصبح البناء في المناطق ذات الكثافة العالية أقل جاذبية من الناحية المالية.

### العواقب على البنية التحتية
ومع استمرار الولايات المتحدة في الانتشار، فإن تكاليف خطوط المياه وخطوط المجاري والطرق المطلوبة قد تكلف أكثر من 21 ألف دولار عن كل وحدة سكنية وغير سكنية، وهو ما قد يكلف الحكومة الأميركية 1. 12 تريليون دولار على مدى السنوات الخمس والعشرين المقبلة. وإلى جانب تكاليف البنية التحتية الجديدة، إن البنية التحتية القائمة تعاني، حيث تذهب أغلب أموال الحكومة المخصصة لتحسين البنية التحتية لتغطية الاحتياجات الأساسية الجديدة في مناطق أبعد من القلب الحضري. ونتيجة لهذا فإن الحكومة سوف تتخلى غالباً عن صيانة البنية التحتية التي بنيت من قبل.

### التأثيرات البيئية
مع نمو الضواحي وانتشار الناس الذين يعيشون خارج المدينة، يمكن أن يسبب ذلك تأثيرات سلبية على البيئة. وقد ارتبط الانتقال الحضري بزيادة عدد الأميال المقطوعة بالميل، وزيادة استخدام الأراضي، وزيادة استهلاك الطاقة في المساكن. ومن بين هذه العوامل التي أدت إلى اضمحلال المدن، كان ذلك سبباً في تدهور جودة الهواء، وزيادة استخدام الموارد الطبيعية مثل المياه والنفط، فضلاً عن زيادة كميات غازات الاحتباس الحراري. مع زيادة استخدام السيارات للتنقل من وإلى مكان العمل، يؤدي ذلك إلى زيادة استخدام الزيت والغاز وزيادة الانبعاثات. ومع زيادة الانبعاثات الناتجة عن المركبات، يمكن أن يؤدي ذلك إلى تلوث الهواء وتحلل نوعية الهواء في المنطقة. وتتزايد الضواحي مما يؤدي إلى زيادة في تنمية المساكن مما يؤدي إلى زيادة في استهلاك الأراضي والاراضي المتاحة. وقد تم ربط الضواحي أيضا بزيادة استخدام الموارد الطبيعية مثل المياه لتلبية احتياجات السكان والحفاظ على المروج. كذلك، مع زيادة التكنولوجيا واستهلاكها لدى السكان، هناك زيادة في استهلاك الطاقة من خلال كمية الكهرباء التي يستخدمونها.

### الآثار الاجتماعية
إن الضواحي لها تأثيرات اجتماعية سلبية على العديد من فئات الناس، بما في ذلك الأطفال والمراهقين وكبار السن. ولأن الأطفال الذين يعيشون في ضاحية ما لا يمكنهم الذهاب إلى أي مكان بدون أحد الوالدين، فهم غير قادرين على ممارسة الاستقلالية. أما المراهقون غير القادرين على الاستقلال فيعانون كثيراً من الملل والعزلة والإحباط. وهذه المشاعر أدت إلى زيادة معدلات الانتحار بين المراهقين وعمليات إطلاق النار في المدارس في الضواحي